# Texas mexicain
1821–1836
Entités précédentes :
- Texas espagnol

Entités suivantes :
- République du Texas

Le Texas mexicain, en espagnol : Tejas ou Texas Mexicana,  est le nom utilisé pour se référer à la période de l'histoire du Texas, en 1821 et 1836, 
lorsqu'il faisait partie du Mexique.  Le Mexique obtient son indépendance de l'Espagne en 1821 après avoir gagné sa guerre. Au départ, le Texas mexicain fonctionne de la même façon que le Texas espagnol. La ratification de la Constitution mexicaine de 1824 créé une structure fédérale, et la province de Tejas est jointe à la province de Coahuila pour former l'État de Coahuila y Texas. 
En 1821, un total d'environ 3 500 colons vivent dans l'ensemble du Texas, concentrés principalement à San Antonio et La Bahia (en), bien que les autorités aient essayé d'encourager le développement le long de la frontière. La population des colons est largement surpassée en nombre par les autochtones de la province. Pour augmenter le nombre de colons, le Mexique promulgue,  en 1824, la loi générale sur la colonisation (en), qui permet à tous les chefs de famille, sans distinction de race, de religion ou de statut d'immigrant, d'acquérir des terres au Mexique. 
La première concession aux empresaios est accordée sous contrôle espagnol à Stephen Fuller Austin, dont les colons, connus sous le nom des Old Three Hundred, en français : Les trois cents anciens, se sont installés le long du fleuve Brazos, en 1822. La concession est ensuite ratifiée par le gouvernement mexicain. Vingt-trois autres émigrés conduisent des colons dans l'État, la majorité venant du Sud des États-Unis, tandis qu'une seule colonie est établie par des ressortissants mexicains et deux par des migrants européens.
Les responsables mexicains se sont inquiétés de l'attitude des Anglo-Américains du Texas, par exemple sur leur insistance à faire venir des esclaves sur le territoire. Les législateurs adoptent la loi du 6 avril 1830 (en) qui interdit toute nouvelle migration de citoyens américains. Le gouvernement établit plusieurs nouveaux Presidios dans la région pour surveiller les pratiques en matière d'immigration et de douanes. Les colons en colère tiennent une convention (en) en 1832 pour exiger que les citoyens américains soient autorisés à migrer au Texas. Lors d'une convention, l'année suivante (en), les colons proposent que le Texas devienne un État mexicain distinct. Bien que le Mexique ait mis en œuvre plusieurs mesures pour apaiser les colons, celles prises par Antonio López de Santa Anna pour transformer le Mexique, d'un État fédéral à un État centraliste, semblent être le catalyseur de la révolte des colons anglo-texans.
Le premier incident violent se produit le 26 juin 1832, lors de la bataille de Velasco. Le 2 mars 1836, les texans déclarent leur indépendance, du Mexique. La révolution texane prend fin le 21 avril 1836, lorsque Santa Anna est fait prisonnier par les Texans lors de la bataille de San Jacinto. Bien que le Texas ait déclaré son indépendance, en tant que République du Texas, le Mexique refuse de le reconnaître.

## Indépendance du Mexique

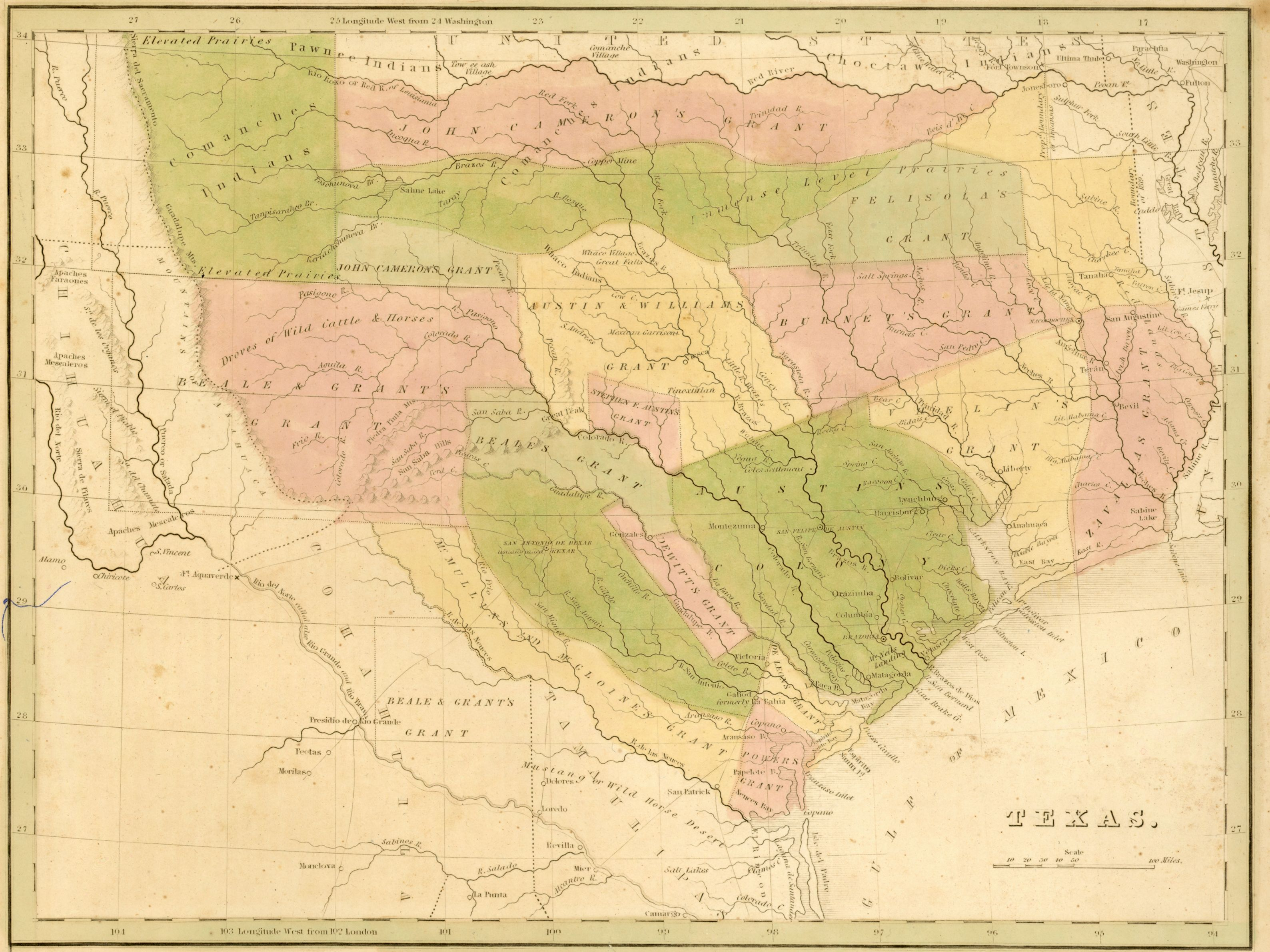
Texas, Thomas Gamaliel Bradford, 1835

En 1821, le Mexique obtient son indépendance de l'Espagne après la guerre d'indépendance brutale et destructrice du Mexique. Son territoire comprend une grande partie de l'ancienne Nouvelle-Espagne, y compris le Texas espagnol. Les rebelles victorieux publient une constitution provisoire, le plan d'Iguala. Il réaffirme de nombreux idéaux de la constitution espagnole de 1812 et accorde des droits de citoyenneté égaux à toutes les races.
Au départ, il n'y a pas d'accord sur la question de savoir si le Mexique devait être une république fédérale ou une monarchie constitutionnelle. Le premier monarque, Agustin Ier, abdique en mars 1823. Le mois suivant, les citoyens de San Antonio de Bexar établissent un comité directeur pour la province du Texas, composé de sept représentants de San Antonio, un de La Bahia et un de Nacogdoches. En juillet, un nouveau gouvernement national provisoire nomme Luciano Garcia, chef politique du Texas. Le 27 novembre 1823, le peuple mexicain élit ses représentants au Congrès et entreprend de créer une nouvelle constitution.
Le Texas est représenté au congrès par Erasmo Seguín (en). Une nouvelle constitution mexicaine est adoptée le 4 octobre 1824, faisant de ce pays une république fédérale avec dix-neuf états et quatre territoires. La constitution s'inspire de celle des États-Unis, mais la constitution mexicaine fait de l'Église catholique la religion officielle, et la seule, du pays.

### Source de la traduction
- (en) Cet article est partiellement ou en totalité issu de l’article de Wikipédia en anglais intitulé « Mexican Texas » (voir la liste des auteurs).